# Charles Burns
Pour les articles homonymes, voir Burns.
Charles Burns, né le 27 septembre 1955 à Washington (États-Unis), est un illustrateur et auteur de bande dessinée. Dans ses œuvres, il se montre un observateur caustique de l'Amérique profonde et de la jeune génération.

## Biographie
Né en 1955 d'un père océanographe, Charles Burns fait ses études artistiques aux côtés de Matt Groening. Il aurait inspiré à Matt Groening le personnage des Simpsons : Charles Montgomery Burns.
Ayant toujours évolué dans les métiers de la création, Burns ne s'intéresse à la bande dessinée qu'après sa rencontre avec Art Spiegelman, lorsque celui-ci l'invite à participer à Raw Magazine dès 1981. Il est notamment l'auteur de El Borbah, Big Baby et de la série Black Hole dont la production lui demande dix années de travail.
La puissance de ses images vaut à Charles Burns d'être très sollicité en tant qu'illustrateur. Ses dessins figurent aussi bien dans des revues underground qu'en couverture de magazines à grand tirage (Time Magazine, The New Yorker, Rolling Stone, The Village Voice, etc.).
Il travaille aussi dans la publicité et notamment sur une campagne des pastilles mentholées Altoids.
Il a collaboré à l'adaptation en dessin animé d'un de ses strips, Dog Boy.
En 1992, il a conçu les décors de The Hard Nut (en), version du Casse-Noisette de Tchaïkovski chorégraphiée par Mark Morris et représentée à la Brooklyn Academy of Music.
Il a été nommé illustrateur officiel des couvertures du magazine The Believer dès son lancement en 2003.

## Œuvre
Charles Burns produit des récits fascinants d'étrangeté et de noirceur, situés principalement dans l'Amérique faussement rassurante des années 1950 et 1960. Du catcheur de El Borbah aux adolescents « pestiférés » de Black Hole, il développe un univers d'une cruelle beauté, qui n'est pas sans évoquer celui de David Lynch. Arte décrit Charles Burns comme le « chantre du mal-être adolescent »
Detective Stories : un monde de personnages hybrides, à l'animalité troublante. Le détective semble tout droit sorti du cabinet du docteur Moreau.
Cette série a pour protagoniste El Borbah. Il s'agit de cinq histoires parues dans Heavy Metal Magazine de 1983 à 1985 (en noir et blanc).
Big Baby : Big Baby c'est Tony aux traits si particuliers alors que ses parents ont un physique de personnages de sit-com, très WASP. L'environnement à la normalité exacerbée de la suburb américaine voit surgir des situations où se mêlent le fantasmagorique, le polar, l'onirique, le fait divers crapuleux ou social. Cet album à l'humour tordu explore de façon étonnante les désordres mentaux et la violence ordinaire, dans une ambiance de noirceur empreinte de cauchemar.
La première histoire de Big Baby, d'une page, Oh baby dear, why don't you take your toys outside and play until your father comes home?, est parue dans Raw #5 en mars 1983.
Fleur de peau réunit trois histoires sur l'Amérique et ses peurs, dans lesquelles l'auteur s'inspire d'éléments disparates pour créer un univers névrosé et macabre. Derrière son humour décalé, surgissent la violence et la folie du modèle américain.
Ces histoires sont parues de 1981 à 1985 dans le magazine Raw. Raw est le Magazine conçu par Art Spiegelman et Françoise Mouly afin de proposer et présenter au public américain les meilleurs auteurs contemporains de bande dessinée, américains, européens, ou asiatiques.
Black Hole : dans une petite ville américaine, ambiance années 1970, d'étranges phénomènes se déclarent chez les adolescents. Une nouvelle maladie, surnommée la « peste ado » ou « la crève », avec des symptômes aussi variés qu'imprévisibles, quelques bosses, une vilaine irruption cutanée ou même l'apparition de nouveaux membres, va brutalement changer les rapports entre les jeunes. La bande dessinée a été publiée en 12 volumes, de 1995 à 2005. L'intégrale de Black Hole fait partie des « Essentiels d'Angoulême » décernés lors du Festival d'Angoulême 2007.
En novembre 2010, Charles Burns commence une nouvelle saga de trois opus dont le premier intitulé Toxic (X'ed Out en version originale) fait d'explicites références aux Aventures de Tintin d'Hergé. Dans cet ouvrage, le premier de Burns en couleurs, il multiplie les allers-retours du rêve à la réalité. Parallèlement, Burns a publié une version pirate de Toxic: écrite dans une langue étrangère imaginaire et parue aux éditions Le Dernier Cri, Johnny 23 reprend et recompose des cases de l'album dans un ordre narratif différent de l'ouvrage référent.
Suivent La Ruche (The Hive) en 2012 puis Calavera (Sugar Skull) en 2014, qui complètent la trilogie Toxic (X'ed Out). La critique du magazine Télérama écrit : « Rêve, réalité, présent, passé s’entremêlent dans ce récit fascinant, émaillé notamment de références à Hergé. » Fin décembre 2014, pour le même magazine Télérama, l'album fait partie des « 10 meilleures BD de l’année 2014. ». Il est en Sélection Officielle du Festival d'Angoulême 2015.
Du 20 octobre au 3 décembre 2016, la galerie Martel exposa les originaux des deux livres d'illustration de Charles Burns, Love Nest et Vortex, publiés aux éditions Cornélius.

### Bande dessinée

#### Traductions françaises
- El Borbah :
  1. El Borbah, première édition, Les Humanoïdes Associés, coll. « Pied jaloux », 1985
  2. Defective stories, réédition avec 3 histoires de El Borbah et 2 inédites, Albin Michel, 1989
  3. El Borbah, réédition, Cornélius, coll. « Solange », 2008
- La Malédiction de l'homme taupe, Magic Strip, 1991
- Black Hole, Delcourt, coll. « Contrebande », 1998-2005
  1. Sciences naturelles, 1998
  2. Métamorphoses, 1999
  3. Visions, 2001
  4. Reine des lézards, 2002
  5. Grandes vacances, 2003
  6. Bleu profond, 2005
- Big Baby, Cornélius, coll. « Solange », 2003
- Fleur de peau, Cornélius, coll. « Solange », 2005
- Black Hole : L'Intégrale, Delcourt, coll. « Contrebande », 2006 - Prix Essentiel Festival d'Angoulême 2007
- Toxic :
  1. Toxic, Cornélius, coll. « Solange », 2010 et Johnny 23, version « pirate » en langue étrangère imaginaire de Toxic, Le Dernier Cri, 2010
  2. La Ruche, Cornélius, coll. « Solange », 2012
  3. Calavera, Cornélius, coll. « Solange », 2014 - Sélection officielle du Festival d'Angoulême 2015

En France, trois recueils graphiques sont parus en lien avec la trilogie :
- Incubation, Cornélius, novembre 2016[10]

Carnet de dessins préparatoires qui est la reprise du livre paru chez Pigeon Press.
- Johnny 23, Le Dernier Cri, octobre 2010[11]

Édition pirate de X'ed Out/Toxic par Charles Burns lui-même. Remontage des cases de l'album avec certaines inédites. Tirage limité à 1700 exemplaires.
- Vortex, Cornélius « Solange », octobre 2016  (ISBN 978-2360811076) ; 29 × 1,5 × 22,3 cm[12]

Recueil d'illustrations et de couvertures imaginaires en relation avec l'univers de X'ed Out/Toxic.
- Dédales, Cornélius « Solange »
  1. octobre 2019  (ISBN 978-2360811649)
  2. août 2021  (ISBN 978-2360811892) - Sélection officielle du Festival d'Angoulême 2022

#### En anglais

##### Anthologies

###### Skin Deep(1981-1985)
Cette anthologie reprend des récits parus entre 1981 et 1985 dans Raw :
- Dog Days – Burn Again – A Marriage made in Hell.
- Skin Deep: Tales of Doomed Romance, Penguin Books « Penguin Graphic Fiction », jan 1993  (ISBN 978-0140165432)
- Skin Deep, Fantagraphics Books, 2001  (ISBN 978-1606991671)

###### El Borbah(1983-1985)
Cette anthologie publiée sous deux titres propose les récits mettant en scène El Borbah et son univers fantastico-polardeux. Ces 5 histoires sont parues initialement entre 1983 et 1985 : Mammoth Defective: Robot Love – Thrilling Defective: Dead Meat – Smashing Defective: Living in the Ice Age – Crack Defective Stories: Bone Voyage – Spicy Defective: Love in Vein.
- Hard-Boiled Defective Stories, Pantheon Books “Raw Books”, mars 1988  (ISBN 0394754417 et 978-0394754413)
- Hard Boiled Defective Stories, Penguin Books « Penguin graphic fiction », mars 1990  (ISBN 978-0140127775)
- El Borbah, Fantagraphics Books « Charles Burns Library », avril 1999  (ISBN 978-1560973263)
- El Borbah, Fantagraphics Books « Charles Burns Library », décembre 2005  (ISBN 978-1560973263)

###### Big Baby(1983-1992)
En plus de la toute première apparition de Tony Big Baby (1983 dans Raw), trois longs récits parus entre 1985 et 1992 :
- Curse of the Molemen – Teen Plague – Blood Club.
- Big Baby, Fantagraphics Books « Charles Burns Library », nov 1999 (Relié ;  (ISBN 978-1560973614))
- Big Baby, Fantagraphics Books « Charles Burns Library », dec 2007 (Broché ;  (ISBN 978-1560978008))

Initialement ces récits sont parus de manière indépendante :
- Big Baby: Curse of the Molemen, Raw Books & Graphics, dec 1985. Relié  (ISBN 978-0915043033)
- Big Baby: Curse of the Molemen, Kitchen Sink Press, 1991 (version colorisée par Michael Newhall. Format comic book)
- Big Baby: Teen Plague, dans Raw vol. 2 #1: Open Wounds from the Cutting Edge of Commix (p. 5-25), juillet 1989
- Big Baby: Blood Club, Kitchen Sink Press, 1992 (Format comic book)

##### Séries

###### Black Hole(1995-2004)[13]
La série est parue chez 2 éditeurs indépendants: Kitchen Sink Press et Fantagraphics Books.
1. Biology 101 – Planet Xeno - Sssssss, Kitchen Sink Press, mar 1995
2. Racing Towards Something, Kitchen Sink Press, nov 1995
3. Who’s Chris? - Cut, Kitchen Sink Press, jun ou jul 1996
4. Bag Action, Kitchen Sink Press, aug 1997
5. Cook Out – Seeing Double, Fantagraphics Books, mar 1998
6. Windowpane, Fantagraphics Books, dec 1998
7. Under Open Skies – The Woods, Fantagraphics Books, jan 2000
8. Lizard Queen – I’m Sorry – Hey, Eat Me!, Fantagraphics Books, dec 2000
9. Summer Vacation, Fantagraphics Books, dec 2001
10. A Dream Girl, Fantagraphics Books, dec 2002
11. Rick the Dick – Driving South, Fantagraphics Books, dec 2003
12. The End, Fantagraphics Books, jan 2004

Réédités en intégrale dans :
- Black Hole, Pantheon Books, 2005 (9780375423802 52495) (Relié avec jaquette ; 368 p. ; 23,6 × 17 × 3 cm)

###### X'ed Out(2010-2014)
- X'ed Out, Pantheon Books, 2010
- The Hive, Pantheon Books, 2012
- Sugar Skull, Pantheon Books, 2014

Regroupés en intégrale dans :
- Last Look, Pantheon Books, 2016

Aux Etats-Unis, un recueil graphique est paru en lien avec la trilogie :
- Incubation, Pigeon Press, novembre 2015; Cornélius, novembre 2016[10]

Carnet de dessin préparatoires.

##### Récits indépendants
- Ill Bred. A Horror Romance, 1985[14]. Récit de 18 pages paru dans Death Rattle vol. 2 #1, Kitchen Sink Press, octobre 1985 (Couleurs de Michael Newhall)
- Mysteries of the Flesh, 1987[15]. Récit de 3 pages paru dans Prime Cuts #3-5, Fantagraphics, mai-novembre 1987
- Contagious, 1988[16]. Récit de 4 pages paru dans Taboo #1, Automne 1988
- The Smell of Shallow Graves, 1990[17]. Parue en couverture intérieure de Raw #2: Required Reading for the Post-Literate (Penguin, mai 1990), cette page de 4 cases forment ce qu'on peut imaginer comme la bande annonce de Black Hole.
- The Amazing Meat-Man: Naked Snack!, 1991[18]. Récit de 12 pages paru dans Buzz #2-3, Kitchen Sink Press, février-août 1991
- Love Diary, 1993[19]. Récit de 1 page paru dans Young Lust #8, Last Gasp, 1993

#### Travaux graphiques (éditions internationales)
- Defective Stories, A.P.A.A.R,1990 (Portfolio de sept sérigraphies couleur, 300 ex.)
- Modern Horror Sketch Book, Kitchen Sink Press, mar 1994 (Broché ; 62 p. ;  (ISBN 978-0878162505) ; 26 × 20,3 × 0,6 cm)
- Facetasm (avec Gary Panter)
- Facetasm, Inbook, octobre 1997  (ISBN 978-0889539051)
- Facetasm: A Creepy Mix & Match Book of Cross Face Mutations!, Green Candy, 2007  (ISBN 978-1889539058) (réédition)
- Facetasm, Cambourakis, 2015 (édition française)
- Close your Eyes, Le Dernier Cri, 2001 (122 p. ; 1000 ex.)
- One Eye, Drawn and Quarterly, mar 2007  (ISBN 978-1897299043)
- Permagel. Livre d'images de Charles Burns, United Dead Artists, mai 2008 (32 p. ; 30 × 40 cm ; noir & noir ; sur papier Rives 170gr)
- Echo Echo. Cut-up, Drawings from Black Hole, Pigeon Press, 2012 (Couverture sur calque, cahier cousu. Format 18,5 × 27 cm Tirage limité à 400 exemplaires numérotés et signés.)
- Love Nest, Cornélius « Lucette », nov 2016 (128 p. ; 17 × 15,2 × 2 cm)

3 recueils d'illustrations en relation avec l'univers de X'ed Out/Toxic.
- Incubation, Pigeon Press, novembre 2015
- Incubation, Cornélius, novembre 2016[10] (Carnet de dessins préparatoires.)
- Johnny 23, Le Dernier Cri, octobre 2010[11] (Édition pirate de X'ed Out/Toxic par Charles Burns lui-même. Remontage des cases de l'album avec certaines inédites. Tirage limité à 1700 exemplaires.)
- Vortex, Cornélius « Solange », octobre 2016  (ISBN 978-2360811076) ; 29 × 1,5 × 22,3 cm[12] (Illustrations couleur.)

#### Filmographie
- Peur(s) du noir, scénario et dessin d'un court-métrage de ce film d'animation réalisé par six dessinateurs.

## Prix et récompenses
- 1998 : Prix Harvey du meilleur encreur pour Black Hole
- 1999 : Prix Harvey du meilleur encreur pour Black Hole
- 2001 : Prix Harvey du meilleur encreur pour Black Hole
- 2002 : Prix Harvey du meilleur encreur pour Black Hole
- 2003 : Prix Ignatz de la meilleure série pour Black Hole
- 2004 : Prix Harvey du meilleur encreur et du meilleur artiste de couverture pour Black Hole
- 2005 : Prix Harvey du meilleur encreur pour Black Hole
- 2006 :
  - Prix Harvey du meilleur encreur et du meilleur album non inédit pour Black Hole
  - Prix Eisner du meilleur recueil pour Black Hole
  - Prix Ignatz du meilleur recueil pour Black Hole
- 2007 :  « Essentiel » d'Angoulême pour Black Hole
- 2008 :  Prix Adamson du meilleur auteur international pour l'ensemble de son œuvre